# Merník
Merník – wieś (obec) na Słowacji położona w kraju preszowskim, w powiecie Vranov nad Topľou. Pierwsze wzmianki o miejscowości pochodzą z 1363 roku.
Według danych z dnia 31 grudnia 2012 roku, wieś zamieszkiwało 595 osób, w tym 296 kobiet i 299 mężczyzn.
W 2001 roku rozkład populacji względem narodowości i przynależności etnicznej wyglądał następująco:
- Słowacy – 99,7%
- Czesi – 0,15%
- Węgrzy – 0,15%

Ze względu na wyznawaną religię struktura mieszkańców kształtowała się w 2001 roku następująco:
- Katolicy rzymscy – 24,09%
- Grekokatolicy – 10,82%
- Ewangelicy – 64,33%
- Ateiści – 0,15%
- Nie podano – 0,15%